# Goretti Horgan
Goretti Horgan es una activista socialista irlandesa y una conferenciante en política social en la Universidad de Ulster en Irlanda del Norte.

## Biografía
Nacida en Irlanda, se la nombró por María Goretti. Concurre a la Universidad antes de mudarse a Inglaterra. Más tarde regresó a Dublín, donde se implica en pro-la elección haciendo campaña. Antes de ser conferenciante,  trabajó como miembro investigadora en la Universidad y como investigadora para Save Children y la Agencia National Children. Antes de entrenar como investigadora,  trabajó como trabajadora comunitaria en la ciudad de Derry y del Condado de Londonderry. Antes de ir a Irlanda del Norte en 1986,  trabajó en producción televisiva en RTÉ en Dublín. Tuvo su asiento en la Red de Anti Pobreza de Irlanda del Norte (NIAPN) de 2005 a 2008 y permanece como miembro del Consejo de administración de NIAPN.
Es una socialista y activista de derechos de las mujeres, particularmente conocida por su pro elección haciendo campaña. Fue miembro de las primeras Women's Right de Coose Group en Irlanda a principios de los 1980s y fundadora del Anti Enmienda del 8º Art. o sea antiaborto en la Constitución irlandesa. Más tarde fue organizadora nacional de la Campaña de anti Enmienda. En Irlanda del Norte, fue miembro de Derry Derechos de las Mujeres de Escoger Grupo y de Alianza para Elección. Es una defensora de los derechos de la niñez y por los derechos de personas discapacitadas.
Es miembro del Partido de Trabajadores Socialista desde los 1980s, su pareja es Eamonn McCann el escritor, periodista y socialista. Viven en el Bogside en Derry con su hija, Matty. Ha sido la dirigente oficial de la Alianza Ambiental Socialista hasta su disolución en 2008.
Como su pareja, ha sido activista antiguerra. Ha sido una de nueve mujeres que ocuparon el Raytheon en Derry en enero de 2009, durante la agresión israelí sobre Gaza. Todos fueron acusados de robo y daños criminales, pero argumentó en la corte que estaban tratando de detener la colusión de Raytheon en lo que llamaron los crímenes de guerra israelíes. El jurado los encontró no culpables.